# Глафки (Лариса)
Гла́фки (греч. Γλαύκη) — деревня в Греции в 15 километрах к востоку от Ларисы, в 4 километрах к востоку от Платикамбоса. Входит в общину (дим) Килелер в периферийной единице Ларисе в периферии Фессалии. Население 686 жителей по переписи 2011 года.
Ранее называлась Сардзилари (Σαρτζιλάρη).
В деревне находятся школа и церкви Святой Анны и Святого Афанасия.

## Местное сообщество Глафки
В местное сообщество Глафки входят два населённых пункта. Население 707 жителей по переписи 2011 года. Площадь 36,103 квадратных километров.
| Наименование | Население (2011), человек |
| ------------ | ------------------------- |
| Глафки       | 686                       |
| Продромос    | 21                        |

## Население
| Год  | Население, человек |
| ---- | ------------------ |
| 1991 | 824                |
| 2001 | 787                |
| 2011 | ↘ 686              |